# Grabowo (gromada w powiecie mrągowskim)
Grabowo – dawna gromada, czyli najmniejsza jednostka podziału terytorialnego Polskiej Rzeczypospolitej Ludowej w latach 1954–1972.
Gromady, z gromadzkimi radami narodowymi (GRN) jako organami władzy najniższego stopnia na wsi, funkcjonowały od reformy reorganizującej administrację wiejską przeprowadzonej jesienią 1954 do momentu ich zniesienia z dniem 1 stycznia 1973, tym samym wypierając organizację gminną w latach 1954–1972.
Gromadę Grabowo z siedzibą GRN w Grabowie utworzono – jako jedną z 8759 gromad na obszarze Polski – w powiecie mrągowskim w woj. olsztyńskim na mocy uchwały nr 18 WRN w Olsztynie z dnia 4 października 1954. W skład jednostki weszły obszary dotychczasowych gromad Grabowo i Wólka Bagnowska ze zniesionej gminy Marcinkowo oraz obszary dotychczasowych gromad Borowe i Dłużec ze zniesionej gminy Rybno w tymże powiecie. Dla gromady ustalono 10 członków gromadzkiej rady narodowej.
Gromadę zniesiono 31 grudnia 1961, a jej obszar włączono do gromad Piecki (wieś Dłużec), Rybno (wsie Borowe i Borowski Las, osadę Wola Maradzka oraz PGR Rutkowo) i Mrągowo (wsie Grabowo i Wólka Baranowska oraz osady Dobroszewo i Głazowo) w tymże powiecie.